# Лодзь-Видзев
Лодзь-Видзев (пол. Łódź Widzew) — узловая пассажирская и грузовая железнодорожная станция в городе Лодзь (расположена в дзельнице Видзев), в Лодзинсском воеводстве Польши. Имеет 2 платформы и 3 пути.
Станция была построена под названием «Видзев» в 1903 году, когда эта территория была в составе Царства Польского. Нынешнее название станция носит с 1947 года. За 2018 год станция обслуживала более 6800 пассажиров в сутки. 